# Flavien Michelini
Flavien Michelini (* 20. Juli 1986 in Rillieux-la-Pape) ist ein französischer Fußballspieler.

## Karriere
Flavien Michelini spielte von 2007 bis 2009 bei den französischen Vereinen FC Gueugnon, AFC Compiègne und SO Romorantin. 2010 wechselte er nach Singapur. Hier schloss er sich dem Étoile FC an. Der Verein, der in der ersten Liga von Singapur, der S. League, spielte, wurde 2010 gegründet. In dem Verein spielten hauptsächlich Spieler französischer Herkunft die in Europa geboren wurden. Mit dem Verein gewann er 2010 die Meisterschaft und den Singapore League Cup. Nach einem Jahr kehrte er 2011 für ein halbes Jahr zu seinem ehemaligen Verein FC Gueugnon zurück. Mitte 2011 zog es ihn nach Thailand. Hier unterschrieb er einen Vertrag bei Bangkok Glass. Der Verein aus Pathum Thani spielte in der ersten Liga des Landes, der Thai Premier League. 2013 und 2014 stand er mit BG im Finale des FA Cup. 2013 verlor man das Endspiel gegen Buriram United mit 3:1. 2014 konnte man sich mit 1:0 gegen den Chonburi FC durchsetzen. 2015 wechselte er zum Ligakonkurrenten Ratchaburi Mitr Phol nach Ratchaburi. Für Ratchaburi spielte er die Hinserie. Die Rückserie spielte er mit dem Bangkok FC in der zweiten thailändischen Liga, der Thai Premier League Division 1. 2016 war er für UGA Lyon-Décines aktiv. Anfang 2017 wurde er vom Drittligisten FC Limonest verpflichtet. Seit 2020 steht Michelini beim Vénissieux FC unter Vertrag.

## Erfolge
Étoile FC
- S. League: 2010
- Singapore League Cup: 2010

Bangkok Glass
- FA Cup: 2014